# 馬紀壯
馬紀壯（1912年10月14日—1998年4月23日），字伯謀，河北省南宮縣人，中華民國海軍二級上將，畢業於青島海軍學校第三期、美軍佛州訓練團，曾任總統府秘書長、行政院秘書長、中鋼公司董事長、駐泰國大使、國防部副部長、副參謀總長執行官、聯勤總司令、海軍總司令、海軍總司令部參謀長、中華民國總統蔣中正侍從室視察官。

## 軍旅生涯
馬於第二次國共內戰中有所表現。曾參與遼西會戰，並撤運中華民國國軍於上海、天津、大沽之間。於1950年曾指揮中華民國海軍進行舟山撤退，日後於大陳島、南日島、東山島戰役都與中國人民解放軍海軍交火，卓有戰績。馬紀壯被視為蔣中正海軍中的嫡系將領，備受重用。
1954年6月6日，英國遠東海軍總司令藍姆上將向時任海軍總司令馬紀壯提出密約，內容主要是希望在不涉及兩國政策、不經官方措施的前提下，由兩國海軍總司令達成機密性諒解，英國海軍盡量確保中國大陸沿海的英籍貨輪不載禁運品，也會勸導他們接受檢查，中華民國海軍方面對公海與臺灣海峽的英籍船舶只查詢信號與辨識國籍，不作其他干涉。中華民國外交部條約司認為這不牴觸關閉政策法令可接受，但因已無外交關係，建議授權海軍和對方私下達成協議，該案後續未明。:73

## 官職評論
馬紀壯屬於海軍青島系，屬於民國海軍四大派系之一，該系代表性人物除馬紀壯外，尚有劉廣凱與宋長志等。而桂永清日後對馬紀壯比對劉廣凱更為賞識，因為馬比劉要擅於社交。一般海軍軍官對陸軍出身的桂永清總司令並不心服；然而馬紀壯調升艦長後，即對桂十分恭謹。馬紀壯知道桂永清喜歡打橋牌，桂一上他的船，他就找人陪桂打橋牌。同時以儀隊迎接桂永清的到來，並命令全艦官兵唱桂總司令甫頒寫的「海軍軍歌」，而且是每天早晚都唱，這是當年沒有任何一艘船做得到的，唯有永順艦。所以桂永清樂意栽培馬紀壯，從永順艦長接太康艦長，並兼第一海防艦隊的參謀長，隨後調第一海防艦隊司令，總部副參謀長、參謀長，可說是平步青雲。桂永清雖也提拔劉廣凱，但對馬紀壯的栽培猶有過之，因為馬在人際關係上確實有其一套。

## 轉入政壇
在軍事界打滾多年，一路當過海軍總司令、聯勤總司令、國防部副部長後，在1972年接替沈昌煥出任駐泰大使，1975年泰國與北京當局建立友好關係，與中華民國政府斷交，馬紀壯回到國內，轉任中國鋼鐵公司的董事長。1978年蔣經國內閣改組解散，馬紀壯出任孫運璿內閣的行政院秘書長，同年底由於與美關係生變，沈昌煥辭去外交部部長，總統府秘書長蔣彥士臨時接替上陣，馬紀壯於是接補蔣彥士的空缺，出任總統府秘書長。1984年總統府秘書長任滿交棒，复擔任行政院政務委員，1986年出任駐日代表，1990年轉任總統府資政。1998年過世，享壽87歲，獲總統明令褒揚。

## 荣誉

### 中華民國
- 雲麾勳章、寶鼎勳章[3]

#### 外国
- 白色航空功绩大十字奖章（西班牙语：Cruces del Mérito Aeronáutico）（西班牙，1961年10月5日批准[4]）

## 延伸閱讀
- 王振勳、王靜儀、顏清梅. . 卷十三．人物志：政治與經濟篇. 國史館臺灣文獻館. 2018: 58–59. ISBN 9789860564884.
- 戴寶村. . 國史館臺灣文獻館. 2004-02.

| 官衔           | 官衔                                                  | 官衔          |
| -------------- | ----------------------------------------------------- | ------------- |
| 總統府         |                                                       |               |
| 前任： 蔣彥士  | 總統府秘書長 第九任 1978年12月20日－1984年5月20日     | 繼任： 沈昌煥 |
| 中華民國國防部 |                                                       |               |
| 前任： 桂永清  | 中華民國海軍總司令 第三任 1952年4月16日－1954年7月1日 | 繼任： 梁序昭 |
| 行政院         |                                                       |               |
| 前任： 張繼正  | 行政院秘書長 第十一任 1978年5月20日－1978年12月19日   | 繼任： 瞿韶華 |